# Ángel Médici
Ángel Segundo Médici (ur. 20 grudnia 1897 w Buenos Aires, zm. 9 sierpnia 1971) – argentyński piłkarz, obrońca, pomocnik. Później trener.

## Życiorys
Urodzony w Buenos Aires Médici rozpoczął karierę piłkarską w klubie San Telmo Buenos Aires, skąd później przeniósł się do klubu Atlanta Buenos Aires, w którym występował do 1921 roku. W 1922 roku został graczem drużyny Boca Juniors.
Jako gracz klubu Boca Juniors wziął udział w turnieju Copa América 1922, gdzie Argentyna zajęła dopiero czwarte miejsce. Médici zagrał w dwóch meczach - z Brazylią i Paragwajem.
Rok później wziął udział w turnieju Copa América 1923, gdzie Argentyna została wicemistrzem Ameryki Południowej. Médici zagrał we wszystkich trzech meczach - z Paragwajem, Brazylią i Urugwajem.
Po raz trzeci w mistrzostwach kontynentalnych wziął udział podczas turnieju Copa América 1924, gdzie Médici wraz z drużyną Argentyny po raz drugi został wicemistrzem Ameryki Południowej. Zagrał we wszystkich trzech spotkaniach - z Paragwajem, Chile i Urugwajem.
W następnym roku wziął udział w turnieju Copa América 1925, gdzie Argentyna zdobyła mistrzostwo Ameryki Południowej. Médici zagrał we wszystkich czterech meczach - w dwóch z Paragwajem i w dwóch z Brazylią.
Wciąż jako piłkarz klubu Boca Juniors wziął udział w turnieju Copa América 1926, gdzie Argentyna została wicemistrzem Ameryki Południowej. Médici zagrał we wszystkich czterech meczach - z Boliwią, Paragwajem, Urugwajem i Chile.
Médici wziął udział w Igrzyskach Olimpijskich w 1928 roku, gdzie Argentyna zdobyła srebrny medal. Zagrał we wszystkich pięciu meczach - z USA, Belgią, Egiptem i w dwóch finałowych spotkaniach z Urugwajem.
Razem z klubem Boca Juniors czterokrotnie został mistrzem Argentyny - w 1923, 1924, 1926 i 1930.
Łącznie w latach 1922–1928 Médici rozegrał w reprezentacji Argentyny 34 mecze, w których nie zdobył żadnej bramki.
Po zakończeniu kariery piłkarskiej pracował jako trener w klubie Barracas Central.

## Sukcesy
| Sezon | Drużyna      | Tytuł                          |
| ----- | ------------ | ------------------------------ |
| 1923  | Argentyna    | Wicemistrz Ameryki Południowej |
| 1923  | Boca Juniors | Mistrz Argentyny               |
| 1923  | Boca Juniors | Copa Ibarguren                 |
| 1924  | Argentyna    | Wicemistrz Ameryki Południowej |
| 1924  | Boca Juniors | Mistrz Argentyny               |
| 1924  | Boca Juniors | Copa Ibarguren                 |
| 1925  | Argentyna    | Mistrz Ameryki Południowej     |
| 1925  | Boca Juniors | Copa Competencia               |
| 1926  | Argentyna    | Wicemistrz Ameryki Południowej |
| 1926  | Boca Juniors | Mistrz Argentyny               |
| 1926  | Boca Juniors | Copa Estímulo                  |
| 1927  | Boca Juniors | Wicemistrz Argentyny           |
| 1928  | Argentyna    | Srebrny medal olimpijski       |
| 1928  | Boca Juniors | Wicemistrz Argentyny           |
| 1929  | Boca Juniors | Wicemistrz Argentyny           |
| 1930  | Boca Juniors | Mistrz Argentyny               |